# John C. C. Sanders
John Caldwell Calhoun Sanders (4 tháng 4 năm 1840 – 21 tháng 8 năm 1864) là một trong những Chuẩn tướng trẻ nhất của Quân đội Liên minh miền Nam trong Nội chiến Hoa Kỳ. Anh bị giết trong trận Globe Tavern dọc theo Đường sắt Weldon trong Cuộc vây hãm Petersburg, Virginia vào ngày 21 tháng 8 năm 1864.

## Thân thế và học vấn
John C. C. Sanders sinh ngày 4 tháng 4 năm 1840, tại Tuscaloosa, Alabama. Anh lớn lên ở Clinton, Quận Greene, Alabama. Anh bắt đầu nhập học Đại học Alabama vào năm 1858 nhưng đã bỏ học để gia nhập Quân đội Liên minh miền Nam với cấp bậc binh nhì khi Nội chiến bùng nổ vào tháng 4 năm 1861.

## Tham gia Nội chiến
John C. C. Sanders được bầu làm đội trưởng Đại đội E thuộc Trung đoàn 11 Bộ binh Tình nguyện Alabama vào ngày 11 tháng 6 năm 1861. Bộ binh 11 Alabama lần đầu tiên tham chiến tại trận Seven Pines. Trong suốt Chuỗi trận Bảy ngày tiếp theo, sau khi chiến đấu trong trận Gaines Mill, Sanders bị thương nặng ở chân do một mảnh đạn pháo trong trận Glendale (Frayser's Farm), ngày 30 tháng 6 năm 1862, tại Quận Henrico, Virginia. Tuy vậy, anh trở lại nắm quyền chỉ huy trung đoàn này vào ngày 11 tháng 8 năm 1862 trên cương vị là sĩ quan cao cấp đang thực thi nhiệm vụ. Anh lại bị thương trong trận Bull Run lần thứ hai vào ngày 30 tháng 8 năm 1862. Sanders chính thức được thăng cấp đại tá sau trận Antietam (Sharpsburg, Maryland), ngày 17 tháng 9 năm 1862, đây cũng là nơi khiến mặt anh bị thương do những viên đá văng ra từ một quả đạn pháo nổ.
Sanders từng tham chiến trong trận Fredericksburg, trận Salem Church và trận Gettysburg khiến anh bị thương ở đầu gối vào ngày 2 tháng 7 năm 1863. Trong thời gian hồi phục vết thương, anh còn làm chủ tọa tòa án phân khu trong tòa án quân sự. Anh quay trở lại trung đoàn của mình đúng lúc để chỉ huy họ trong Chiến dịch Overland. Anh còn chỉ huy lữ đoàn cũ của Cadmus M. Wilcox trong sư đoàn Quân đoàn III thuộc Binh đoàn Bắc Virginia dưới quyền Richard H. Anderson trong Chiến dịch Bristoe và Chiến dịch Mine Run.  Sau đó, Chuẩn tướng Abner Monroe Perrin trở lại chỉ huy lữ đoàn, và Sanders quay về chỉ huy trung đoàn của mình cho đến khi Perrin hy sinh trong trận Spotsylvania Court House.  Sanders còn dẫn dắt lữ đoàn của mình và giúp chiếm lại "Mule Shoe" Salient. Vì những hành động và quân công của mình tại Spotsylvania Court House, Sanders được thăng cấp chuẩn tướng vào ngày 31 tháng 5 năm 1864 khi mới 24 tuổi, theo điều khoản của luật Liên minh miền Nam cho phép bổ nhiệm các tướng lĩnh tạm thời.
Sanders được giao quyền chỉ huy một lữ đoàn thuộc các trung đoàn Alabama trước đây dưới quyền chỉ huy của Chuẩn tướng Cadmus M. Wilcox. Anh ấy đã thể hiện năng lực và lòng dũng cảm trong trận Cold Harbor và những trận giao tranh đầu tiên trong Cuộc vây hãm Petersburg. Là một phần của sư đoàn thuộc quyền Thiếu tướng William Mahone, lữ đoàn của Sanders đã tham gia phòng thủ phòng tuyến của quân miền Nam trong trận Crater, ngày 30 tháng 7 năm 1864, tại đây anh chỉ huy lữ đoàn của mình trong cuộc phản công của quân miền Nam.
Chuẩn tướng Sanders thiệt mạng trong một cuộc giao tranh dọc theo Đường sắt Weldon ở Virginia, nơi thường được gọi là trận Globe Tavern (còn gọi là Trận đường sắt Weldon lần thứ hai), vào ngày 21 tháng 8 năm 1864, khi anh bị bắn xuyên qua cả hai đùi và chảy máu đến chết trong vòng vài phút.

## Hậu quả
Sanders được chôn cất tại Nghĩa trang Hollywood Richmond, Virginia. Eichers cho biết thi hài của Sanders được cải táng tại Alabama vào năm 1918.